# Quint Cornifici el Jove
Quint Cornifici el jove (en llatí: Quintus Cornificius) va ser un cavaller i magistrat romà. Era fill de Quint Cornifici, i formava part de la gens Cornifícia, d'origen plebeu.
L'any 50 aC es va prometre amb la filla d'Aurèlia Orestil·la, la viuda de Catilina. Durant la segona guerra civil, l'any 48 aC era qüestor a les ordres de Juli Cèsar, i aquest el va enviar a Il·líria amb títol de propretor. Per la seva prudència i habilitat militar, Quint Cornifici va reduir la província a l'obediència.
A l'any següent va tornar a Roma i va ser premiat per Cèsar amb el càrrec d'àugur que va exercir l'any 46 aC. Va ser amic de Ciceró, que el menciona en diverses cartes seves.
No va estar-se gaire temps a Roma, i l'any 45 aC era a Síria per vigilar els moviments del governador Cecili Bas i al començament de l'any següent va ser nomenat ell governador de Síria (44 aC) però va exercir molt poc el càrrec per la mort de Cèsar. Va governar llavors la província d'Àfrica (vella) per compte del senat actuant en contra de Luci Calvisi Sabí i va continuar lleial al mateix partit al formar-se el triumvirat el 43 aC.
Va enviar tropes a Sext Pompeu i va donar protecció a aquells que havien estat proscrits pels triumvirs. Va refusar rendir la província a Tit Sexti, que governava la província veïna de l'Àfrica Nova per compte dels triumvirs. Encara que inicialment Cornifici va derrotar a Sexti, finalment aquest va guanyar la guerra i Cornifici va morir en batalla.
Cornifici era un home entès en literatura. Ciceró informa de les seves opinions quan li va enviar, l'any 45 aC, una còpia del seu Orator, però sembla que no va fer gaire cas d'algunes crítiques que Cornifici li va fer. Se li atribueix l'obra Rhetorica ad Herennium però també podria correspondre a Luci Cornifici.